# GT Близнецов
GT Близнецов (лат. GT Geminorum) — двойная затменная переменная звезда типа Алголя (EA) в созвездии Близнецов на расстоянии (вычисленном из значения параллакса) приблизительно 11 352 световых лет (около 3 481 парсек) от Солнца. Видимая звёздная величина звезды — от +16m до +15,1m. Орбитальный период — около 0,86 суток (20,64 часов).

## Характеристики
Первый компонент — жёлто-белая звезда спектрального класса F0. Эффективная температура — около 7709 К.
Второй компонент — оранжевый субгигант спектрального класса K0IV.